# Ministère du Mieux-être, de la Culture et du Sport
Le ministère du Mieux-être, de la Culture et du Sport, créé en février 2006, est responsable de l'élaboration des politiques et d'offrir des services liés au mieux-être, au développement des arts communautaire, au patrimoine, au sport, aux loisirs et à la vie active dans la province canadienne du Nouveau-Brunswick.
Le ministère a été brièvement aboli le 15 mars 2012 lorsque le premier ministre David Alward a restructuré le gouvernement. Il a fusionné avec le ministère du Tourisme et des Parcs pour former le nouveau ministère de la Culture, du Tourisme et de la Vie saine. Cependant, il a été rétabli en octobre 2012 en tant que ministère des Communautés saines et inclusives, cédant ses fonctions de développement artistique et patrimonial communautaire à un nouveau ministère du Tourisme, du Patrimoine et de la Culture, tout en assurant la liaison avec le département du Développement social.

## Liste des ministres
| #                                                      | Ministre                                          | Dates                                             | Gouvernement                                      |
| Ministre du Mieux-être, de la Culture et du Sport      | Ministre du Mieux-être, de la Culture et du Sport | Ministre du Mieux-être, de la Culture et du Sport | Ministre du Mieux-être, de la Culture et du Sport |
| ------------------------------------------------------ | ------------------------------------------------- | ------------------------------------------------- | ------------------------------------------------- |
| 1.                                                     | Percy Mockler*                                    | 14 février 2006 - 3 octobre 2006                  | Bernard Lord                                      |
| 2.                                                     | Shawn Graham                                      | 3 octobre 2006 - 31 octobre 2007                  | Shawn Graham                                      |
| 3.                                                     | Hédard Albert                                     | 31 octobre 2007 - 12 octobre 2010                 | Shawn Graham                                      |
| 4.                                                     | Trevor Holder                                     | 12 octobre 2010 - 15 mars 2012                    | David Alward                                      |
| Ministre de la Culture, du Tourisme et de la Vie saine |                                                   |                                                   |                                                   |
|                                                        | Trevor Holder                                     | 15 mars 2012 - 9 octobre 2012                     | David Alward                                      |
| Ministre des Communautés saines et inclusives          |                                                   |                                                   |                                                   |
| 5.                                                     | Dorothy Shephard                                  | 9 octobre 2012 - 7 octobre 2014                   | David Alward                                      |
| 6.                                                     | Cathy Rogers                                      | 7 octobre 2014 - 6 juin 2016                      | Brian Gallant                                     |